# Cerro Doblado
El cerro Doblado o El Doblado es una montaña casi totalmente cubierta de hielo dentro de la zona en litigio entre Chile y Argentina en el campo de hielo patagónico sur.
Forma parte del parque nacional Bernardo O'Higgins en su lado chileno y del parque nacional Los Glaciares en su lado argentino, administrativamente se encuentra en la región de Magallanes y de la Antártica Chilena en su lado chileno y en la provincia de Santa Cruz en el argentino. Se encuentra a 2670 metros sobre el nivel del mar.
Este cerro es un pequeño "bulto" en la cresta entre el cerro Ñato y Grande. La expedición de la Sociedad Científica Alemana de 1916, dirigida por Alfredo Kölliker, fue la responsable de la denominación de esta montaña. También se le conoce como cerro Cuerno o cuerno Blanco. La expedición trentina de 1958 que realizó su primera ascensión intentó cambiar su nombre por el de cerro Trento, pero el nombre original se mantuvo.
El cerro Torre de 3128 metros sobre el nivel del mar, se encuentra a 10,8 km al este de Cerro Doblado. La temperatura media es de -2 °C. El mes más cálido es febrero, a 5 °C, y el más frío es junio, a -12 °C. La precipitación media es de 828 milímetros por año. El mes más lluvioso es junio, con 158 milímetros de lluvia, y el más seco es diciembre, con 37 milímetros.